# Моцек, Питер
Питер Моцек (англ. Peter Motzek, 1 июня 1957, Ванкувер, Канада) — канадский хоккеист (хоккей на траве), полевой игрок.

## Биография
Питер Моцек родился 1 июня 1957 года в канадском городе Ванкувер.
В 1976 году вошёл в состав сборной Канады по хоккею на траве на летних Олимпийских играх в Монреале, занявшей 10-е место. Играл в поле, провёл 6 матчей, забил 1 мяч в ворота сборной Нидерландов.
В 1975 и 1979 годах в составе сборной Канады завоевал серебряные медали хоккейных турниров Панамериканских игр.